# 异戊酸异戊酯
异戊酸异戊酯是一種有機化合物，屬於酯類的一種，其化學式為C10H20O2。
异戊酸异戊酯在常溫下外觀為无色透明液体，有似香蕉、苹果的香味。沸点191-194°C。折射率1.4131（19°C）。难溶于水，易溶于乙醇、乙醚、苯。有轻微刺激性和毒性。常用於香精和溶剂。

## 制備
异戊酸和异戊醇在酸催化下酯化，再经中和、水洗、蒸馏而得。